# Hendrik Johan Versteeg jr.
Hendrik Johan Versteeg (Arnhem, 5 maart 1878 – Amsterdam, 29 april 1954) was hoofdcommissaris van politie in Amsterdam.

## Achtergrond
Hendrik Johan Versteeg jr. was de zoon van Hendrik Johan Versteeg (1855-1933) en Catharina Jacoba Anna Leijdecker. Zijn vader begon in 1881 zijn succesvolle politiecarrière als onderinspecteur te Rotterdam en eindigde als hoofdcommissaris in Den Haag van 1900 tot 1920. In 1886 werd Versteeg sr. benoemd tot inspecteur-eerste klasse te Leeuwarden waarna het gezin naar de Friese hoofdstad verhuisde. Versteeg jr. doorliep in deze stad van 1890 tot 1895 de Rijks-HBS. In 1896 vertrok hij naar Amsterdam waar hij als klerk ging werken bij de Dienst der Publieke Werken.
Op 1 april 1898 werd hij benoemd tot onbezoldigd surnumerair bij de Amsterdamse politie en een jaar later volgde zijn benoeming tot inspecteur derde klasse. Op 1 mei 1912 werd hij inspecteur eerste klasse en begon te werken bij de Centrale Recherche. Dat bleef hij ook doen toen hij op 10 mei 1918 hoofdinspecteur werd. In 1918 legde Versteeg met succes het examen M.O. Staatsinrichting af.
In februari 1919 volgde A.J. Marcusse de Amsterdamse hoofdcommissaris Th.M. Roest van Limburg op waarna Versteeg buiten de ranglijst bevorderd werd tot commissaris van politie. Daarbij kwam hij te werken op de administratieve dienst in de functie die Marcusse had gehad tot zijn promotie. Als commissaris personeelszaken werd hij de rechterhand van Marcusse die hij mogelijk al kende uit zijn jeugd toen Marcusse als collega van zijn vader korte tijd inspecteur bij de politie te Leeuwarden was.
Versteeg had belangstelling voor geschiedenis en recht en van hem verscheen eind 1925 het boek "Van schout tot hoofdcommissaris. De politie voorheen en thans" met een voorwoord van de Amsterdamse burgemeester W. de Vlugt. In dit boek geeft hij de ontwikkeling weer van het politiewezen in Amsterdam van de 16de eeuw tot het moment van verschijnen.

## Hoofdcommissaris

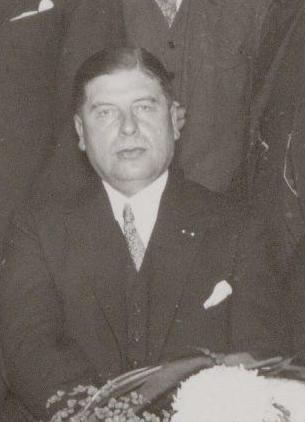
H.J. Versteeg bij het afscheid van zijn voorganger A.J. Marcusse (november 1928).

Nadat Marcusse eind 1928 vanwege gezondheidsproblemen vervroegd met pensioen ging, volgde de toen 50-jarige Versteeg hem op, hoewel er binnen het Amsterdamse korps meerdere commissarissen waren die ouder waren. Net als zijn directe voorganger was hij voor die benoeming al lange tijd werkzaam bij de politie van Amsterdam, iets wat voor diens voorgangers niet had gegolden.
Begin jaren 30 kreeg Amsterdam te maken met massale werkloosheid als gevolg van de toen heersende economische crisis die overgeslagen was uit de Verenigde Staten (zie Grote Depressie) en spanningen tussen aanhangers van politieke partijen zoals de Communistische Partij Holland (CPH) en de Nationaal-Socialistische Beweging (NSB). Als reactie op de verlaging van de werklozensteun ontstond begin juli 1934 een volksoproer dat heden ten dage bekendstaat als het Jordaanoproer. Bij dit protest, waarbij de Amsterdamse politie en later ook het leger hard optraden, vielen volgens officiële berichten vijf doden en 56 zwaargewonden, onder wie acht politieagenten en één marechaussee. Bij ongeregeldheden in dezelfde periode in Rotterdam viel één dode.

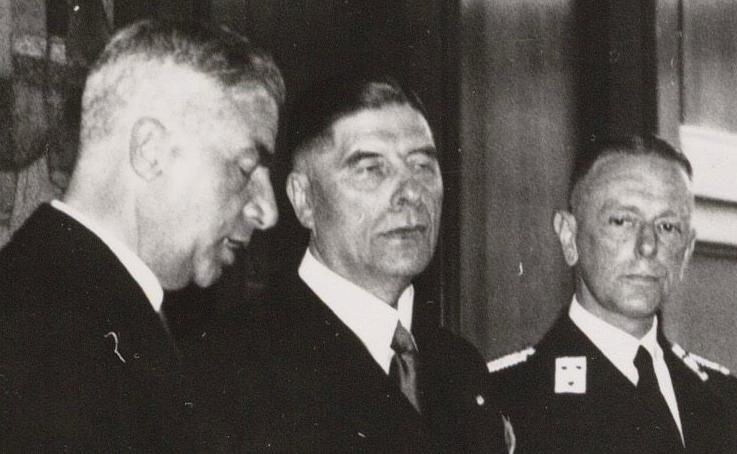
Burgemeester E.J. Voûte (links) tijdens de installatie van hoofdcommissaris S. Tulp (rechts) met daartussen de voormalig hoofdcommissaris H.J. Versteeg (mei 1941).

Enkele weken na de Februaristaking in 1941 werd in Amsterdam eerst burgemeester W. de Vlugt vervangen door de pro-Duitse burgemeester E.J. Voûte en kort daarop werd Versteeg vervroegd met pensioen gestuurd en opgevolgd door de ex-KNIL-officier en NSB'er S. Tulp.
Rond 10 oktober 1944 liet minister van Justitie G.J. van Heuven Goedhart radiografisch aan het College van Vertrouwensmannen weten dat commissaris W.H. Schreuder Amsterdamse hoofdcommissaris moest worden wat Van Heuven Goedhart op 15 januari in een bericht aan het college herhaalde. Door spanningen rond meerdere potentiële kandidaten als nieuwe hoofdcommissaris was het op 5 mei 1945 uiteindelijk de intussen 67-jarige Versteeg die als een tussenpaus terugkeerde als hoofdcommissaris. Op 1 juli werd hij opgevolgd door commissaris K.H. Broekhoff die echter al snel na zijn aantreden ernstige gezondheidsproblemen kreeg en in april 1946 overleed.
Versteeg overleed eind april 1954 op 76-jarige leeftijd waarna in Velsen de crematie plaatsvond.

## Familie
Versteeg trouwde in 1906 met Henriëtte Susanna Buhrman (1882-1952), met wie hij een dochter en een zoon kreeg.